# Kolačkov
Kolačkov és un poble i municipi d'Eslovàquia. Es troba a la regió de Prešov, al nord del país.

## Història
La primera referència escrita de la vila data del 1312.

## Demografia
| Godina             | 1994 | 2004    | 2014    | 2024   |
| ------------------ | ---- | ------- | ------- | ------ |
| Nombre de persones | 940  | 1043    | 1296    | 1281   |
| Diferència         |      | +10,95% | +24,25% | −1,15% |

| Godina             | 2023 | 2024   |
| ------------------ | ---- | ------ |
| Nombre de persones | 1271 | 1281   |
| Diferència         |      | +0,78% |